# Calothamnus planifolius
Calothamnus planifolius là một loài thực vật có hoa trong Họ Đào kim nương. Loài này được Lehm. mô tả khoa học đầu tiên năm 1842.
Đây là loài đặc hữu ở phía tây nam của Tây Úc. Nó là một loại cây bụi mọc thẳng với nhiều cành, phát triển đến chiều cao khoảng 1,5 mét (4,9 ft) với lá phẳng và hoa màu đỏ từ tháng 9 đến tháng 11. Hoa có 4 cánh hoa và 4 bó nhị hẹp. (Năm 2014 Craven, Edwards và Cowley đề xuất rằng loài này được đổi tên thành Melaleuca planifolia.) 